# Unterberghorn

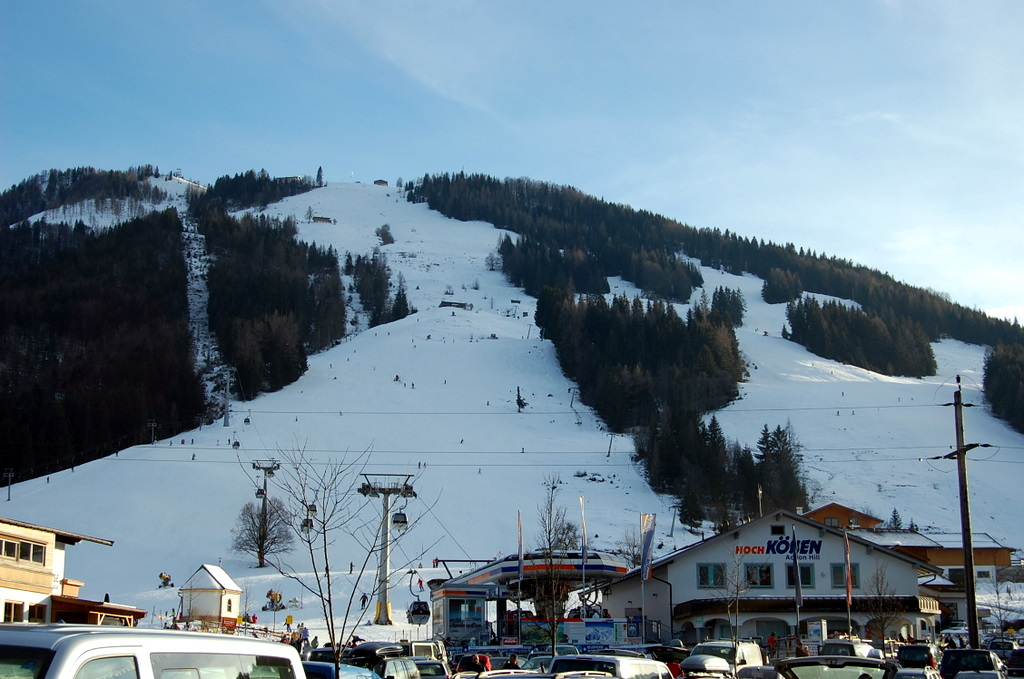
Talstation der Unterberghornbahn im Winter

Das Unterberghorn ist ein 1773 m ü. A. hohes isoliertes Bergmassiv des Kaisergebirges im Bezirk Kitzbühel in Tirol. Die Nordseite ist durch Liftanlagen für den Ski- und Wandertourismus erschlossen. Ein Großteil des Bergmassivs gehört zum Landschaftsschutzgebiet Hefferthorn-Fellhorn-Sonnenberg.

## Lage und Landschaft
Das mit Doppelgipfel (Nebengipfel Hefferthorn, 1735 m) versehene Horn ist der Hausberg der Orte Kössen (nahe der bayrischen Grenze) und Kirchdorf in Tirol, zwischen denen es sich – westlich des Tals der Großache – aufbaut. Er kommt umso mehr zur Geltung, als jeder der zwei Urlaubsorte in einem ausgeprägten Talkessel liegt. Auf der Ostseite des Achentales erreicht das Fellhorn in den Chiemgauer Alpen mit 1764 m fast dieselbe Höhe.
Die Felswände des zu den Nördlichen Kalkalpen gehörigen Bergstocks verlaufen großteils in Nord-Süd-Richtung, was auf regelmäßige Druckverhältnisse bei der alpiden Gebirgsbildung hindeutet. In beiden Richtungen verlaufen auch tiefe Gräben. Ostflanke und Nordrücken sind Almenland.
Die wetterbedingt stark wechselnde Wasserführung nach Norden trägt zu zeitweiligen Überschwemmungen im Bereich von Kössen bei.

## Erschließung
An der Ostflanke liegt eine ausgedehnte Alm, die Zellerinalm.
Eine noch ausgedehntere Alm nimmt den nach Norden relativ sanft abfallenden Rücken ein, der Unterberg genannt wird. Zwischen diesem Rücken und der Unterbergalm (1278 m) verläuft eine Seilbahn, während unten die Almhütte durch eine gute Straße und der ganze Nordhang durch Schilifte erschlossen ist.
Das beliebte Urlaubs- und Schigebiet (Unterberghornbahnen) wird zunehmend auch wieder zum Wandern genutzt, ebenso wie von den Gleitschirm- und Drachenfliegern. Die Bergbahnen gehören zur Schröcksnadel-Gruppe.